# James Bowler

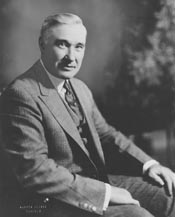
James Bowler

James Bernard Bowler (* 5. Februar 1875 in Chicago, Illinois; † 18. Juli 1957 ebenda) war ein US-amerikanischer Politiker. Zwischen 1953 und 1957 vertrat er den Bundesstaat Illinois im US-Repräsentantenhaus.

## Leben
James Bowler besuchte die öffentlichen Schulen seiner Heimat. Er wurde danach ein Berufsradrennfahrer und arbeitete im Versicherungswesen. Gleichzeitig schlug er als Mitglied der Demokratischen Partei eine politische Laufbahn ein. Zwischen 1906 und 1923 gehörte er dem Stadtrat von Chicago an. Danach arbeitete er von 1923 bis 1927 für die dortige Stadtverwaltung als Beauftragter für Entschädigungsleistungen. Im Jahr 1934 war er für die Kfz-Zulassungsstelle tätig. Von 1928 bis 1953 saß er erneut im Stadtrat; acht Jahre lang war er Vorsitzender dieses Gremiums. Daneben arbeitete er immer noch im Versicherungswesen.
Nach dem Tod des Abgeordneten Adolph J. Sabath wurde Bowler bei der fälligen Nachwahl für den siebten Sitz von Illinois als dessen Nachfolger in das US-Repräsentantenhaus in Washington, D.C. gewählt, wo er am 7. Juni 1953 sein neues Mandat antrat. Nach zwei Wiederwahlen konnte er bis zu seinem Tod am 18. Juli 1957 im Kongress verbleiben. Diese Zeit war von den Ereignissen des Kalten Krieges und der Bürgerrechtsbewegung bestimmt.